# هايسنس
هايسنس (بالإنجليزية: Hisense)‏ (بالصينية: 海信集团) هي شركة صينية ضخمة متعددة الجنسيات متخصصة في صناعة الاجهزة الكهربائية المنزلية والأجهزة الأكترونية. تأسست في سبتمبر 1969. يقع مقرها في تشينغداو. ولها شركات تابعة متداولة. بدأت في صنع جهاز الراديو كأول منتج لها في عام 1969. وهي مملوكة للحكومة الصينية مع فروع متاح تداولها للعامة وهي شركة مدرجة في بورصة شنغهاي.
منتاجات هايسنس من الأجهزة الكهربائية تتواجد تحت أسماء علامات تجارية أخرى مثل Combine و Kelon و Ronshen و Gorenje الخ. كذلك تعتبر هايسنس شركة OEM حيث تقوم أيضا بتصنيع الأجهزة الكهربائية لصالح شركات أخرى تحت علامات تجارية مختلفة غير مرتبطة بشركة هايسنس.
تعتبر أجهزة التلفاز المنزلية هي المنتجات الاساسية للشركة حيث قامت بتصنيع أول جهاز تلفاز هايسنس عام 1978. في عام 2013 قدمت هايسنس نوع جديد من الشاشات الشفافة. في عام 2015 أستحوذت هايسنس على حقوق بيع شاشات التلفاز في كل من أمريكا الشمالية وأمريكا الجنوبية باستخدام اسم العلامة التجارية للشركة اليابانية شارب Sharp. في عام 2020 قدمت هايسنس أول شاشة تلفاز بدقة 8K 10Bit HDR والتي تعتمد على خوارزمية الذكاء الإصطناعي.
تمتلك هيسنس 13 منشأة تصنيع في الصين (تقع في مقاطعات / مدن: قوانغدونغ، قويتشو، هوتشو، جيانغسو، لياونينغ، لينيي، شاندونغ، سيتشوان، يانغتشو، ينغكو، شينجيانغ، تسيبو وبلدية بكين) بالإضافة إلى العديد من المصانع خارج الصين في كل من المجر وجنوب إفريقيا ومصر والجزائر وسلوفينيا وفرنسا والمكسيك.
في الفترة الممتدة ما بين 21 نوفمبر و18 ديسمبر  2022، قررت هايسنس الانضمام إلى الرعاة الرسميين لكأس العالم  FIFA قطر 2022، حيث يمثّل الاستثمار المستمر في الأحداث الرياضية العالمية هدفاً للرفع من علامتها التجارية في العالم.

## المنتجات والخدمات
تقوم الشركة بتصنيع الأجهزة الرئيسية، أجهزة التلفاز، معدات بث التلفاز الرقمي، أجهزة الحاسوب المحمولة، الهواتف النقالة والوحدات اللاسلكية. كما توفر مجموعة متنوعة من الخدمات، بما في ذلك إدارة الملكيات الخاصة، خدمات تكنولوجيا المعلومات وتصميم المنتجات.

## وصلات خارجية
- الموقع الرسمي